# La Pulgosa (Albacete)
La Pulgosa es un barrio rural del municipio de Albacete (España) localizado al sur de la ciudad.
Está situado junto al parque periurbano La Pulgosa y muy cerca del Aeropuerto de Albacete, la Base Aérea de Los Llanos, la Maestranza Aérea de Albacete, la Escuela de Pilotos TLP de la OTAN y el Parque Aeronáutico y Logístico de Albacete. 
Según el INE, tiene una población de 96 habitantes (2017).